# 第724飛行隊 (デンマーク空軍)
第724飛行隊（だい724ひこうたい、丁: Eskadrille 724）は、デンマーク空軍カーロプ・ヘリコプター航空団隷下の観測ヘリコプター部隊。カーロプ空軍基地に所在し、観測ヘリコプターにAS.550 C2を運用する。

## 概要
第724飛行隊は、1951年1月8日にカーロプ空軍基地でグロスターミーティア飛行隊として編成された。1952年6月にオールボー空軍基地へ移駐、1956年にはホーカーハンター F.51に機種転換した。1958年にカーロプ空軍基地へ再度移駐したが、翌1959年にスクリュズストロプ空軍基地へ移駐した。
1973年4月26日にデンマーク防衛協定によって第724飛行隊の閉隊が決定し、1974年3月30日にオールボー空軍基地でハンター F.51のラストフライトが行われて閉隊した。
2003年8月7日、デンマーク陸軍航空隊からの航空機移管に伴い再編成され、アエロスパシアルAS.550 C2及びヒューズH-500飛行隊となった。2005年9月12日にH-500が退役し、AS.550 C2のみを運用する。
第724飛行隊はデンマーク陸軍支援のための観測偵察、輸送任務のほか、特殊部隊と連携したテロ対策任務等を担っている。

## 歴代運用機
- 戦闘機

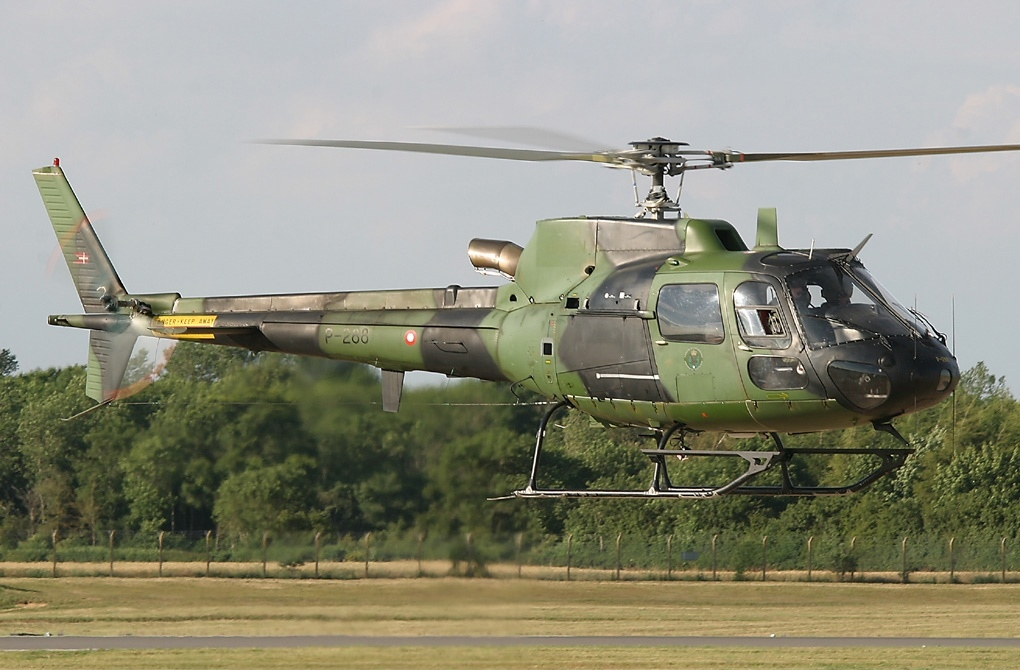
第724飛行隊で運用するAS.550 C2

  - ミーティア（1951年 - 1956年）
  - ハンター F.51（1956年 - 1974年）
- 観測ヘリコプター
  - H-500（2003年 - 2005年）
  - AS.550 C2（2003年 - ）